# Chamba (Uttarakhand)
Chamba è una suddivisione dell'India, classificata come nagar panchayat, di 6 579 abitanti, situata nel distretto di Tehri Garhwal, nello stato federato dell'Uttarakhand, all'incrocio delle strade che conducono a Mussoorie, Rishikesh, Tehri e New Tehri. In base al numero di abitanti la città rientra nella classe V (da 5 000 a 9 999 persone).

## Geografia fisica
La città è situata a 30° 34' 01 N e 78° 25' 33 E e ha un'altitudine di 1 524 m s.l.m.

## Società

### Evoluzione demografica
Al censimento del 2001 la popolazione di Chamba assommava a 6 579 persone, delle quali 3 908 maschi e 2 671 femmine. I bambini di età inferiore o uguale ai sei anni assommavano a 772, dei quali 405 maschi e 367 femmine. Infine, coloro che erano in grado di saper almeno leggere e scrivere erano 5 032, dei quali 3 205 maschi e 1 827 femmine.